# Ezra Bridger
Personnage de fiction apparaissant dans
Star Wars.
Ezra Bridger est un personnage de l'univers de fiction de Star Wars. Il apparaît dans la série télévisée d'animation Star Wars Rebels et celle en prise de vue réelle Ahsoka.

## Univers
L'univers de Star Wars se déroule dans une galaxie qui est le théâtre d'affrontements entre les Chevaliers Jedi et les Seigneurs noirs des Sith, personnes sensibles à la Force, un champ énergétique mystérieux leur procurant des pouvoirs psychiques. Les Jedi maîtrisent le Côté lumineux de la Force, pouvoir bénéfique et défensif, pour maintenir la paix dans la galaxie. Les Sith utilisent le Côté obscur, pouvoir nuisible et destructeur, pour leurs usages personnels et pour dominer la galaxie.

## Histoire
Ezra naît à Lothal en 19 av. BY, le Jour de l'Empire (jour de la proclamation de l'Empire galactique par Palpatine), soit quelques jours avant Luke et Leia Skywalker. Ses parents, Ephraim et Mira Bridger, critiquent ouvertement l'Empire et sont donc emprisonnés : Ezra devient orphelin à l'âge de sept ans.
Ezra vit d'abord comme un pickpocket durant l'ère impériale, sans qu'il soit mauvais pour autant. Ce mode de vie est son seul moyen de survie. Parfois, il utilise instinctivement sans s'en rendre compte la Force. En effet, jusqu'à 5 av. BY, il ignore qu'il est capable de maîtriser la Force.
En 5 av. BY, alors qu'Ezra a 14 ans, il rencontre un groupe de rebelles, l'équipage d'un vaisseau, le Ghost, et les accompagne. Peu après avoir connu les membres de l'équipage, il les voit fournir de la nourriture à des habitants de Tarkinville. L'un des habitants le remercie, bien qu'Ezra n'ait en réalité pas pris part à l'acquisition de cette nourriture. En peu de temps, Ezra prend conscience de l'importance d'agir contre l'Empire galactique,.
Ezra rejoint la cellule rebelle et commence sa formation de Jedi auprès de Kanan Jarrus. Parfois, au cours de sa formation, il manifestera un certain intérêt pour le Côté obscur, sans pour autant quitter la voie des Jedi. Le groupe rebelle fait équipe avec la cellule Phoenix, une organisation rebelle dont fait notamment partie Ahsoka Tano.
Sur Malachor, Maul tente de faire d'Ezra son apprenti. Toutefois, Dark Vador arrive et précipite les événements. Il affronte Ahsoka tandis qu'Ezra et Maul s'en vont chacun de leur côté.

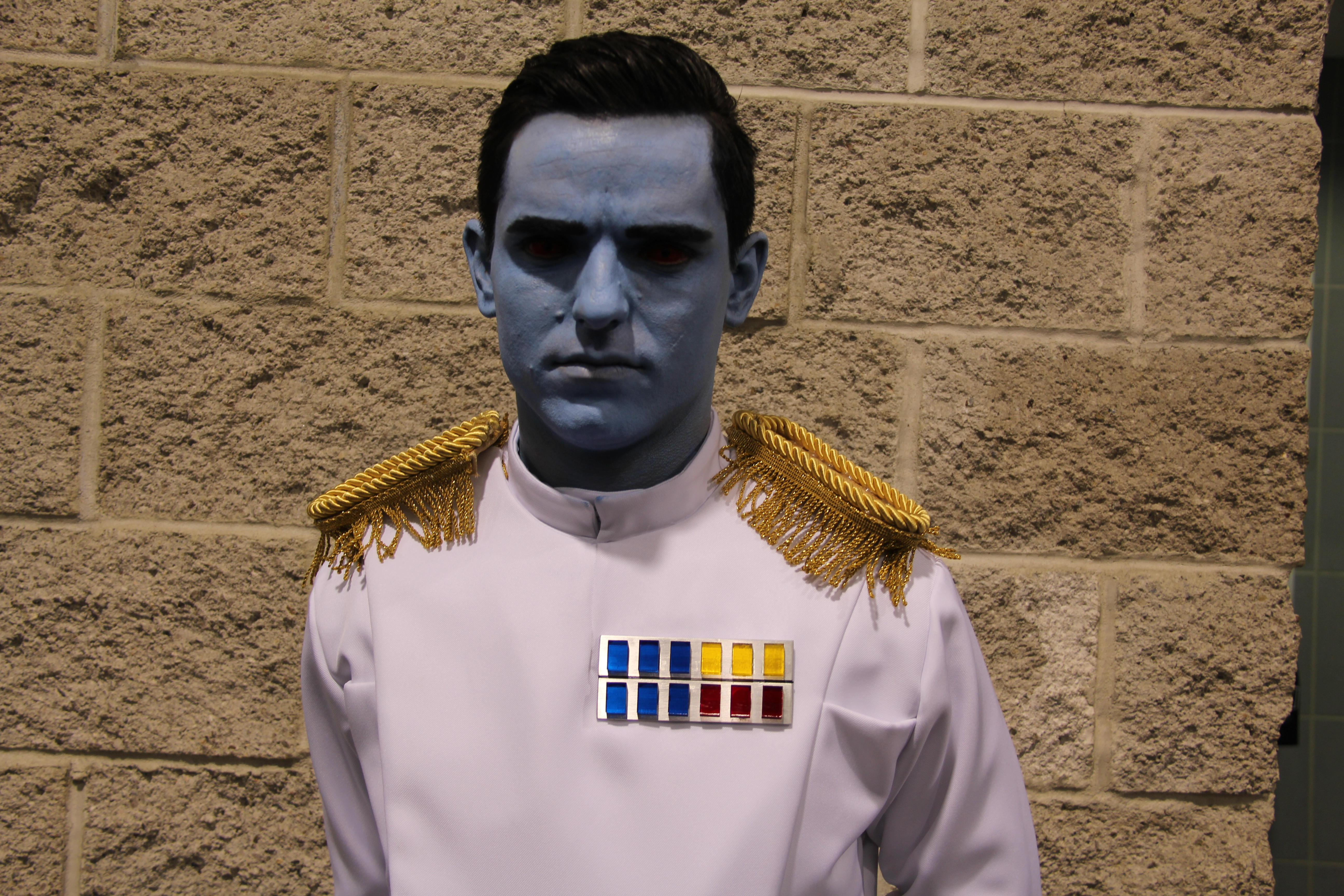
Le Grand amiral Thrawn, principal ennemi d'Ezra lors de la libération de Lothal du joug impérial.

Ezra et l'équipage du Ghost rentrent à Lothal, où ils cherchent à repousser la domination impériale. Le maître Jedi d'Ezra, Kanan, se sacrifie. Ezra voyage dans le Monde entre les Mondes et y sauve Ahsoka du passé de son combat contre Vador. Ils empêchent ensuite l'Empereur de prendre le contrôle du Monde entre les Mondes.
Lors de l'ultime affrontement pour la libération de Lothal, Ezra demande à ses alliés d'invoquer des purrgils, des êtres capables de voyager dans l'hyperespace. Ces animaux emportent dans l'hyperespace le croiseur Chimaera, et, avec lui, le Grand amiral impérial Thrawn et Ezra lui-même.
Ezra sera finalement retrouvé par Sabine et Ahsoka voulant également empêcher le retour de Thrawn. Ezra retournera finalement dans leur galaxie et sera réuni avec Héra et Chopper, mais Thrawn et la majorité de ses alliés réussiront également à s'enfuir tandis que Ahsoka, Sabine et Huyang seront bloqués sur Peridea.

## Interprétation
La voix d'Ezra Bridger dans Star Wars Rebels est Taylor Gray. L'acteur explique que la série se démarque par le fait que les voix sont pour plusieurs  celles d'acteurs de cinéma, mais que cela ne garantit pas que l'acteur qui fait la voix d'une personnage dans la série l'interprètera en prise de vue réelle. Finalement, il est confirmé que Taylor Gray ne jouera pas son personnage en prise de vue réelle.
En septembre 2022, Lucasfilm révèle que, pour la série en prise de vue réelle Ahsoka, Ezra est joué par Eman Esfandi,.

## Adaptations
Le 27 septembre 2016, Funko annonce la mise en vente de huit figurines Pop de personnages de Rebels, dont une d'Ezra Bridger.

## Réception et analyse
Selon un article de Comic Book Resources, le gain en maturité progressif d'Ezra au cours de la série Star Wars Rebels est symbolisé par son changement de sabre laser. Le premier sabre d'Ezra comporte une fonctionnalité blaster, ce qui montre qu'il n'est pas encore prêt à accepter toute la philosophie Jedi, axée sur la défense et non l'attaque, lorsqu'il le construit. Lors d'un affrontement contre Dark Vador, le sabre est détruit et Ezra s'en construit par la suite un nouveau. Celui-ci, à lame verte au lieu de la lame bleue du premier, possède une poignée plus classique. Il représente l'aboutissement de la formation d'Ezra, qui ira même jusqu'à affronter Thrawn sans sabre laser, comptant simplement sur son intelligence.